# Szujuch Tahtani (poddystrykt)
Szujuch Tahtani – jedna z 4 jednostek administracyjnych trzeciego rzędu (nahijja) dystryktu Ajn al-Arab w muhafazie Aleppo w Syrii.
W 2004 roku poddystrykt zamieszkiwało 43 861 osób.